# Championnat des Pays-Bas de football
Cet article traite uniquement de la compétition masculine. Pour la compétition féminine, voir Championnat des Pays-Bas de football féminin.
Le championnat des Pays-Bas de football, dénommé Eredivisie (en néerlandais : Division d'Honneur) ou VriendenLoterij Eredivisie (pour des raisons de parrainage avec VriendenLoterij), est une compétition de football qui est pour les Pays-Bas le premier échelon national. Il se déroule annuellement sous forme d'un championnat opposant dix-huit clubs professionnels. Une saison du championnat commence en été et se termine au printemps suivant.
Le PSV Eindhoven remporte son 26e titre à l'issue de la saison 2024-2025. L'Ajax Amsterdam est le club le plus titré avec 36 titres.

## Histoire

### Ère de l'Eerste klasse et de Hoofdklasse (1888-1956)

#### Le championnat des Pays-Bas amateurs de football (1888-1954)
Les Pays-Bas connaissent un championnat national depuis 1897. Ce championnat de 1897 à 1954 est un championnat amateur. Il ne devient officiel qu’en 1898. Ce championnat repose alors sur une structure régionale. Dans un premier temps seule la ligue occidentale des Pays-Bas est reconnue comme championnat pouvant décerner le titre de champion. En 1893, la compétition adopte une structure basée sur deux groupes régionaux : à celui de l’ouest qui était jusqu’alors le seul reconnu, s’ajoute un groupe de l’est. Plusieurs titres de champions sont attribués jusqu’en 1898. À partir de cette date le championnat devient officiel. La compétition reprend la forme de divisions régionales mais le titre de champion est donné à la suite d’une finale qui voit s’affronter le champion de l’ouest contre le champion de l’est. Il y a jusqu’à six groupes régionaux dont les champions s’affrontent dans une poule finale pour l’attribution du titre.

#### Mise en place d'un championnat professionnel (1954-1956)
En 1954, la fédération néerlandaise de football autorise l’adoption par les clubs du statut de professionnel. Les deux premières saisons s’organisent comme les années précédentes sur la base de groupes régionaux avec phase finale nationale. En 1956, le championnat adopte sa forme actuelle avec une poule unique et prend le nom d'Eredivisie.

### Ère de l'Eredivisie (depuis 1956)

#### L'Ajax, le PSV et le Feyenoord en patron (depuis 1956)
Le football néerlandais est dominé depuis déjà sept décennies par trois grands clubs : Ajax Amsterdam, PSV Eindhoven et Feyenoord Rotterdam. Ce trio n'a laissé échapper que trois titres sur les 40 dernières années (victoires du AZ à l'issue des saisons 1980-1981 et 2008-2009 et du FC Twente en 2009-2010). Cependant les équipes néerlandaises, même les meilleures, ne semblent plus aujourd'hui pouvoir, en grande partie pour des raisons économiques, rivaliser avec les tous grands clubs européens au niveau de la Ligue des Champions ou de la Ligue Europa alors qu'elles se sont illustrées par le passé dans ces compétitions.

## Organisation

### Fonctionnement et nom du championnat
La dénomination officielle Eredivisie ou Division d'Honneur surprend certains francophones habitués à une appellation identique désignant un niveau infra-régional du football français . De fait, la Eerste Divisie (nl: Première Division) correspond au deuxième échelon professionnel.

### Format de la compétition
La première division se compose de 18 clubs. Chaque club joue face au reste des clubs deux fois au cours de chaque saison, une fois à domicile et une fois en déplacement. À la fin de chaque saison, les 2 derniers du classement sont relégués à l'étage inférieur (Eerste Divisie), et le champion et son dauphin de Eerste Divisie sont automatiquements promu à la Eredivisie. Le prochain club à partir du bas du classement de la Eredivisie (16e), ainsi que les 6 clubs qui se classent de la 3e à la 8e place de Eerste Divisie participent aux barrages de promotion-relégation appelés Nacompetitie (nl). 

### Barrages européens
La KNVB a introduit un système de barrages en 2005-2006 pour les clubs classés de la deuxième à la neuvième place. Le système des séries éliminatoires a été critiqué par les clubs, les joueurs et les fans parce que le nombre de matchs augmente. Le système fait également que l'équipe classée à la deuxième place peut jouer la Coupe Intertoto tandis qu'une équipe placée plus bas peut jouer les tours de qualification de la Ligue des champions (seulement si le vainqueur de la Coupe est se classe plus bas que la 5eposition). Cela s'est produit en 2005-2006, lorsque l'AZ Alkmaar, 2e en championnat, avait à jouer la Coupe UEFA, tandis que l'Ajax Amsterdam, classé 4e du championnat, entra dans les tours de qualification de la Ligue des champions, la même chose s'est produite à la fin de la saison 2007-2008 quand l'Ajax Amsterdam, se classe 2e de la saison régulière, perd son dernier match éliminatoire contre le FC Twente, ce qui signifie Twente entra dans la Ligue des champions et l'Ajax en Coupe UEFA.
Les équipes terminant respectivement en 5e, 6e, 7e et 8e place (ou bien de la 6e à la 9e, en fonction des finalistes de la Coupe KNVB et de leur position respective dans le championnat), jouent les play-offs pour un billet en Ligue Europa.
| Classement | Barrages              | Compétition européenne |
| ---------- | --------------------- | --- |
| 1          | Ne participe pas      | Ligue des champions phase des poules |
| 2          | Ne participe pas      | Ligue des champions 2e tour qualificatif pour les non-champions                                                                                     |
| 3          | Ne participe pas      | Ligue Europa 4e tour qualificatif |
| 4          | Ne participe pas      | Ligue Europa 3e tour qualificatif |
| 5          | Barrages Ligue Europa | 5e vs 8e et 6e vs 7e Les deux vainqueurs s'affrontent dans un match Le vainqueur de ce match se qualifie au 2e tour qualificatif de la Ligue Europa |
| 6          | Barrages Ligue Europa | 5e vs 8e et 6e vs 7e Les deux vainqueurs s'affrontent dans un match Le vainqueur de ce match se qualifie au 2e tour qualificatif de la Ligue Europa |
| 7          | Barrages Ligue Europa | 5e vs 8e et 6e vs 7e Les deux vainqueurs s'affrontent dans un match Le vainqueur de ce match se qualifie au 2e tour qualificatif de la Ligue Europa |
| 8          | Barrages Ligue Europa | 5e vs 8e et 6e vs 7e Les deux vainqueurs s'affrontent dans un match Le vainqueur de ce match se qualifie au 2e tour qualificatif de la Ligue Europa |

| Coupe     | Barrages         | Compétition européenne                                                                     |
| --------- | ---------------- | ------------------------------------------------------------------------------------------ |
| Vainqueur | Ne participe pas | Ligue Europa 4e tour qualificatif                                                          |
| Finaliste | Ne participe pas | Ligue Europa 2e tour qualificatif Seulement si le vainqueur finit 1er ou 2e en championnat |

### Participants et localisation des clubs de l'édition 2022-2023
| \| ADO Ajax AZ Sparta · Feyenoord Groningue Heerenveen Heracles Zwolle PSV Utrecht Vitesse Willem II VVV Venlo FC Emmen Fortuna Twente Waalwijk \| Localisation des clubs engagés dans le championnat. |
| ADO Ajax AZ Sparta · Feyenoord Groningue Heerenveen Heracles Zwolle PSV Utrecht Vitesse Willem II VVV Venlo FC Emmen Fortuna Twente Waalwijk                                                           |

| Club                   | Présent depuis | Budget en M€ | Classement 2022-2023 | Entraîneur         | Stade                    | Capacité théorique |
| ---------------------- | -------------- | ------------ | -------------------- | ------------------ | ------------------------ | ------------------ |
| Feyenoord Rotterdam    | 1956           |              | 1                    | Arne Slot          | De Kuip                  | 51 177             |
| PSV Eindhoven          | 1956           |              | 2                    | Peter Bosz         | Philips Stadion          | 35 000             |
| Ajax Amsterdam         | 1956           |              | 3                    | John van 't Schip  | Johan Cruyff ArenA       | 53 052             |
| AZ Alkmaar             | 1998           |              | 4                    | Pascal Jansen      | AFAS Stadion             | 17 023             |
| FC Twente              | 2019           |              | 5                    | Joseph Oosting     | De Grolsch Veste         | 30 200             |
| Sparta Rotterdam       | 2019           |              | 6                    | Jeroen Rijsdijk    | Het Kasteel              | 11 000             |
| FC Utrecht             | 1970           |              | 7                    | Ron Jans           | Stadion Galgenwaard      | 23 750             |
| SC Heerenveen          | 1993           |              | 8                    | Kees van Wonderen  | Abe Lenstra Stadion      | 26 100             |
| RKC Waalwijk           | 2019           |              | 9                    | Henk Fraser        | Mandemakers Stadion      | 7 500              |
| Vitesse Arnhem         | 1989           |              | 10                   | Poste vacant       | GelreDome                | 25 000             |
| Go Ahead Eagles        |                |              | 11                   | Réné Hake          | De Adelaarshorst         | 9 800              |
| NEC Nimègue            |                |              | 12                   | Rogier Meijer      | Stade de Goffert         | 12 500             |
| Fortuna Sittard        | 2018           |              | 13                   | Danny Buijs        | Fortuna Sittard Stadion  | 12 500             |
| Football Club Volendam |                |              | 14                   | Poste vacant       | Kras Stadion             | 6 984              |
| SBV Excelsior          |                |              | 15                   | Marinus Dijkhuizen | Stade Van Donge & De Roo | 4 400              |
| FC Emmen               | 2018           |              | 16                   | Fred Grim          | De Oude Meerdijk         | 8 600              |
| SC Cambuur             |                |              | 17                   | Henk de Jong       | Cambuur Stadion          | 10 250             |
| FC Groningue           | 2000           |              | 18                   | Dick Lukkien       | Euroborg                 | 22 250             |

## Classement buteurs
Ce tableau liste les meilleurs buteurs du championnat depuis sa création en 1957.

Les joueurs évoluant actuellement en Eredivisie sont inscrits en caractères gras.
| Rang | Joueur                     | Période   | Clubs | Matchs | Buts |
| ---- | -------------------------- | --------- | --- | ------ | ---- |
| 1    | Willy van der Kuijlen      | 1964-1983 | PSV Eindhoven (308), MVV Maastricht (3)                                                                                        | 544    | 311  |
| 2    | Ruud Geels                 | 1964-1984 | Feyenoord Rotterdam (38), Go Ahead Eagles (35), Ajax Amsterdam (123), Sparta Rotterdam (35), PSV Eindhoven (15), NAC Breda (6) | 360    | 252  |
| 3    | Johan Cruyff               | 1964-1984 | Ajax (204), Feyenoord Rotterdam (11)                                                                                           | 308    | 215  |
| 4    | Kees Kist                  | 1972-1987 | AZ Alkmaar (201), Heerenveen (0)                                                                                               | 334    | 201  |
| 5    | Luuk de Jong               | 2008-     | De Graafschap (2), FC Twente (39), PSV Eindhoven (140)                                                                         | 312    | 181  |
| 6    | Peter Houtman              | 1976-1993 | Feyenoord Rotterdam (84), FC Groningue (62), Sparta Rotterdam (32), ADO La Haye (2)                                            | 339    | 180  |
| 7    | Leo van Veen               | 1976-1993 | DOS (20),FC Utrecht (148), Ajax (0)                                                                                            | 469    | 168  |
| 8    | Wim Kieft                  | 1979-1994 | PSV Eindhoven (90), Ajax (68)                                                                                                  | 266    | 158  |
| 9    | Klaas-Jan Huntelaar        | 2002-2021 | PSV Eindhoven (0), De Graafschap (0), SC Heerenveen (33), Ajax (121)                                                           | 233    | 154  |
| 10   | Dirk Kuyt                  | 1997-2017 | FC Utrecht (51), Feyenoord Rotterdam (102),                                                                                    | 324    | 153  |
| 11   | Hallvar Thoresen           | 1976-1988 | PSV Eindhoven (106), FC Twente (46),                                                                                           | 314    | 152  |
| 12   | John Bosman                | 1983-2002 | PSV Eindhoven (11), Ajax (77), FC Twente (34), AZ Alkmaar (24)                                                                 | 304    | 146  |
| 13   | Lex Schoenmaker            | 1966-1982 | ADO (95), Feyenoord Rotterdam (48)                                                                                             | 385    | 143  |
| 14   | Jan Vennegoor of Hesselink | 1996-2012 | FC Twente (59), PSV Eindhoven (75)                                                                                             | 315    | 134  |
| 15   | Cees van Kooten            | 1965-1985 | SC Telstar (45), Go Ahead Eagles (79), PEC Zwolle (5)                                                                          | 354    | 129  |
| 16   | Marco van Basten           | 1981-1987 | Ajax (128) | 133    | 128  |
| 17   | Pierre van Hooijdonk       | 1989-2007 | NAC Breda (65), Feyenoord Rotterdam (60),                                                                                      | 191    | 125  |
| 18   | Ronald Koeman              | 1980-1997 | FC Groningue (31), Feyenoord Rotterdam (19), Ajax (23), PSV Eindhoven (51)                                                     | 337    | 124  |
| 19   | Gerald Vanenburg           | 1980-1997 | Ajax (64), PSV Eindhoven (58), FC Utrecht (2)                                                                                  | 381    | 124  |
| 20   | Theo de Jong               | 1966-1984 | Feyenoord Rotterdam (61), NEC Nimègue (20), Roda JC (41), FC Den Bosch (0)                                                     | 381    | 122  |
| 21   | Willem van Hanegem         | 1962-1983 | Feyenoord Rotterdam (81), FC Utrecht (3), AZ Alkmaar (10), Xerxes (26)                                                         | 460    | 120  |
| 22   | Dušan Tadić                | 2010-2023 | Ajax (77), FC Groningue (14), FC Twente (28),                                                                                  | 295    | 119  |
| 23   | René van de Kerkhof        | 1970-1983 | FC Twente (34), PSV Eindhoven (85)                                                                                             | 377    | 119  |
| 24   | Matthew Amoah              | 1998-2014 | Vitesse Arnhem (61), Fortuna Sittard (10), NAC Breda (43), SC Heerenveen (0), Heracles Almelo (2)                              | 310    | 116  |
| 25   | Blaise Nkufo               | 2003-2010 | FC Twente (114) | 223    | 114  |
| 26   | Steven Berghuis            | 2011-     | FC Twente (1), VVV-Venlo (1), AZ Alkmaar (19), Feyenoord Rotterdam (71), Ajax (22)                                             | 327    | 114  |
| 27   | Jon Dahl Tomasson          | 1994-2011 | Feyenoord Rotterdam (75), SC Heerenveen (37)                                                                                   | 237    | 112  |
| 28   | Dick Nanninga              | 1974-1986 | Roda JC (107), MVV Maastricht (4)                                                                                              | 236    | 111  |
| 29   | Luc Nilis                  | 1994-2000 | PSV Eindhoven (110) | 164    | 110  |
| 30   | Willy Brokamp              | 1964-1978 | MVV Maastricht (87), Ajax (23)                                                                                                 | 266    | 110  |

## Palmarès

### Palmarès avant 1956
- 1888-1889 (nl) : VV Concordia (1)
- 1889-1890 (nl) : HFC (1)
- 1890-1891 (nl) : HVV La Haye (1)
- 1891-1892 (nl) : RAP Amsterdam (nl) (1)
- 1892-1893 (nl) : HFC (2)
- 1893-1894 (nl) : RAP Amsterdam (nl) (2)
- 1894-1895 (nl) : HFC (3)
- 1895-1896 (nl) : HVV La Haye (2)
- 1896-1897 (nl) : RAP Amsterdam (nl) (3)
- 1897-1898 (nl) : RAP Amsterdam (nl) (4)
- 1898-1899 (nl) : RAP Amsterdam (nl) (5)
- 1899-1900 (nl) : HVV La Haye (3)
- 1900-1901 (nl) : HVV La Haye (4)
- 1901-1902 (nl) : HVV La Haye (5)
- 1902-1903 (nl) : HVV La Haye (6)
- 1903-1904 (nl) : HBS (1)
- 1904-1905 (nl) : HVV La Haye (7)
- 1905-1906 (nl) : HBS La Haye (2)
- 1906-1907 (nl) : HVV La Haye (8)
- 1907-1908 (nl) : Quick La Haye (nl) (1)
- 1908-1909 (nl) : Sparta Rotterdam (1)
- 1909-1910 (nl) : HVV La Haye (9)
- 1910-1911 (nl) : Sparta Rotterdam (2)
- 1911-1912 (nl) : Sparta Rotterdam (3)
- 1912-1913 (nl) : Sparta Rotterdam (4)
- 1913-1914 (nl) : HVV La Haye (10)
- 1914-1915 (nl) : Sparta Rotterdam (5)
- 1915-1916 (nl) : Willem II Tilburg (1)
- 1916-1917 (nl) : Go Ahead (1)
- 1917-1918 (nl) : Ajax Amsterdam (1)
- 1918-1919 (nl) : Ajax Amsterdam (2)
- 1919-1920 (nl) : Be Quick Groningue (nl) (1)
- 1920-1921 (nl) : NAC Breda (1)
- 1921-1922 (nl) : Go Ahead (2)
- 1922-1923 (nl) : RCH (1)
- 1923-1924 (nl) : Feyenoord Rotterdam (1)
- 1924-1925 (nl) : HBS La Haye (3)
- 1925-1926 (nl) : SC Enschede (1)
- 1926-1927 (nl) : Heracles Almelo (1)
- 1927-1928 (nl) : Feyenoord Rotterdam (2)
- 1928-1929 (nl) : PSV Eindhoven (1)
- 1929-1930 (nl) : Go Ahead (3)
- 1930-1931 (nl) : Ajax Amsterdam (3)
- 1931-1932 (nl) : Ajax Amsterdam (4)
- 1932-1933 (nl) : Go Ahead (4)
- 1933-1934 (nl) : Ajax Amsterdam (5)
- 1934-1935 (nl) : PSV Eindhoven (2)
- 1935-1936 (nl) : Feyenoord Rotterdam (3)
- 1936-1937 (nl) : Ajax Amsterdam (6)
- 1937-1938 (nl) : Feyenoord Rotterdam (4)
- 1938-1939 (nl) : Ajax Amsterdam (7)
- 1939-1940 (nl) : Feyenoord Rotterdam (5)
- 1940-1941 (nl) : Heracles Almelo (2)
- 1941-1942 (nl) : ADO La Haye (1)
- 1942-1943 (nl) : ADO La Haye (2)
- 1943-1944 (nl) : De Volewijckers (1)
- 1945-1946 (nl) : Haarlem (1)
- 1946-1947 (nl) : Ajax Amsterdam (8)
- 1947-1948 (nl) : BVV Den Bosch (nl) (1)
- 1948-1949 (nl) : SVV Schiedam (1)
- 1949-1950 (nl) : Limburgia Brunssum (nl) (1)
- 1950-1951 (nl) : PSV Eindhoven (3)
- 1951-1952 (nl) : Willem II Tilburg (2)
- 1952-1953 (nl) : RCH (2)
- 1953-1954 (nl) : EVV Eindhoven (1)
- 1954-1955 (nl) : Willem II Tilburg (3)
- 1955-1956 (nl) : Rapid JC (1)

### Palmarès après 1956
| Saison    | C.P. | Champion                 | Pts          | Deuxième            | Pts          | Troisième           | Pts          | Meilleur buteur                                                          | Buts |
| --------- | ---- | ------------------------ | ------------ | ------------------- | ------------ | ------------------- | ------------ | ------------------------------------------------------------------------ | ---- |
| 1956-1957 | 18   | Ajax Amsterdam (9)       | 49           | Fortuna '54 (nl)    | 45           | SC Enschede         | 41           | Coen Dillen (PSV Eindhoven)                                              | 43   |
| 1957-1958 | 18   | DOS Utrecht (1)          | 47           | SC Enschede         | 47           | Ajax Amsterdam      | 42           | Leo Canjels (NAC Breda)                                                  | 32   |
| 1958-1959 | 18   | Sparta Rotterdam (6)     | 51           | Rapid JC            | 48           | Fortuna '54 (nl)    | 44           | Leo Canjels (NAC Breda)                                                  | 34   |
| 1959-1960 | 18   | Ajax Amsterdam (10)      | 50           | Feyenoord Rotterdam | 50           | PSV Eindhoven       | 45           | Henk Groot (Ajax Amsterdam)                                              | 38   |
| 1960-1961 | 18   | Feyenoord Rotterdam (6)  | 53           | Ajax Amsterdam      | 51           | VVV Venlo           | 42           | Henk Groot (Ajax Amsterdam)                                              | 41   |
| 1961-1962 | 18   | Feyenoord Rotterdam (7)  | 50           | PSV Eindhoven       | 49           | Blauw-Wit Amsterdam | 41           | Dick Tol (FC Volendam)                                                   | 27   |
| 1962-1963 | 16   | PSV Eindhoven (4)        | 42           | Ajax Amsterdam      | 39           | Sparta Rotterdam    | 39           | Pierre Kerkhoffs (PSV Eindhoven)                                         | 22   |
| 1963-1964 | 16   | DWS Amsterdam (1)        | 43           | PSV Eindhoven       | 41           | SC Enschede         | 39           | Frans Geurtsen (DWS Amsterdam)                                           | 28   |
| 1964-1965 | 16   | Feyenoord Rotterdam (8)  | 45           | DWS Amsterdam       | 40           | ADO La Haye         | 33           | Frans Geurtsen (DWS Amsterdam)                                           | 23   |
| 1965-1966 | 16   | Ajax Amsterdam (11)      | 52           | Feyenoord Rotterdam | 45           | ADO La Haye         | 39           | Willy van der Kuijlen (PSV Eindhoven) Piet Kruiver (Feyenoord Rotterdam) | 23   |
| 1966-1967 | 18   | Ajax Amsterdam (12)      | 56           | Feyenoord Rotterdam | 51           | Sparta Rotterdam    | 48           | Johan Cruyff (Ajax Amsterdam)                                            | 33   |
| 1967-1968 | 18   | Ajax Amsterdam (13)      | 58           | Feyenoord Rotterdam | 55           | Go Ahead Eagles     | 42           | Ove Kindvall (Feyenoord Rotterdam)                                       | 28   |
| 1968-1969 | 18   | Feyenoord Rotterdam (9)  | 57           | Ajax Amsterdam      | 54           | FC Twente           | 47           | Dick van Dijk (FC Twente) Ove Kindvall (Feyenoord Rotterdam)             | 30   |
| 1969-1970 | 18   | Ajax Amsterdam (14)      | 60           | Feyenoord Rotterdam | 55           | PSV Eindhoven       | 46           | Willy van der Kuijlen (PSV Eindhoven)                                    | 26   |
| 1970-1971 | 18   | Feyenoord Rotterdam (10) | 57           | Ajax Amsterdam      | 53           | ADO La Haye         | 50           | Ove Kindvall (Feyenoord Rotterdam)                                       | 24   |
| 1971-1972 | 18   | Ajax Amsterdam (15)      | 63           | Feyenoord Rotterdam | 55           | FC Twente           | 48           | Johan Cruyff (Ajax Amsterdam)                                            | 25   |
| 1972-1973 | 18   | Ajax Amsterdam (16)      | 60           | Feyenoord Rotterdam | 58           | FC Twente           | 50           | Cas Janssens (NEC Nimègue) Willy Brokamp (MVV Maastricht)                | 18   |
| 1973-1974 | 18   | Feyenoord Rotterdam (11) | 56           | FC Twente           | 54           | Ajax Amsterdam      | 51           | Willy van der Kuijlen (PSV Eindhoven)                                    | 27   |
| 1974-1975 | 18   | PSV Eindhoven (5)        | 55           | Feyenoord Rotterdam | 53           | Ajax Amsterdam      | 49           | Ruud Geels (Ajax Amsterdam)                                              | 30   |
| 1975-1976 | 18   | PSV Eindhoven (6)        | 53           | Feyenoord Rotterdam | 52           | Ajax Amsterdam      | 50           | Ruud Geels (Ajax Amsterdam)                                              | 29   |
| 1976-1977 | 18   | Ajax Amsterdam (17)      | 52           | PSV Eindhoven       | 47           | AZ Alkmaar          | 46           | Ruud Geels (Ajax Amsterdam)                                              | 34   |
| 1977-1978 | 18   | PSV Eindhoven (7)        | 53           | Ajax Amsterdam      | 49           | AZ Alkmaar          | 47           | Ruud Geels (Ajax Amsterdam)                                              | 30   |
| 1978-1979 | 18   | Ajax Amsterdam (18)      | 54           | Feyenoord Rotterdam | 51           | PSV Eindhoven       | 49           | Kees Kist (AZ Alkmaar)                                                   | 34   |
| 1979-1980 | 18   | Ajax Amsterdam (19)      | 50           | AZ Alkmaar          | 47           | PSV Eindhoven       | 44           | Kees Kist (AZ Alkmaar)                                                   | 27   |
| 1980-1981 | 18   | AZ Alkmaar (1)           | 60           | Ajax Amsterdam      | 48           | FC Utrecht          | 45           | Ruud Geels (Sparta Rotterdam)                                            | 22   |
| 1981-1982 | 18   | Ajax Amsterdam (20)      | 56           | PSV Eindhoven       | 51           | AZ Alkmaar          | 47           | Wim Kieft (Ajax Amsterdam)                                               | 32   |
| 1982-1983 | 18   | Ajax Amsterdam (21)      | 58           | Feyenoord Rotterdam | 54           | PSV Eindhoven       | 51           | Peter Houtman (Feyenoord Rotterdam)                                      | 30   |
| 1983-1984 | 18   | Feyenoord Rotterdam (12) | 57           | PSV Eindhoven       | 52           | Ajax Amsterdam      | 51           | Marco van Basten (Ajax Amsterdam)                                        | 28   |
| 1984-1985 | 18   | Ajax Amsterdam (22)      | 54           | PSV Eindhoven       | 48           | Feyenoord Rotterdam | 48           | Marco van Basten (Ajax Amsterdam)                                        | 22   |
| 1985-1986 | 18   | PSV Eindhoven (8)        | 60           | Ajax Amsterdam      | 52           | Feyenoord Rotterdam | 44           | Marco van Basten (Ajax Amsterdam)                                        | 37   |
| 1986-1987 | 18   | PSV Eindhoven (9)        | 59           | Ajax Amsterdam      | 53           | Feyenoord Rotterdam | 42           | Marco van Basten (Ajax Amsterdam)                                        | 31   |
| 1987-1988 | 18   | PSV Eindhoven (10)       | 59           | Ajax Amsterdam      | 50           | FC Twente           | 41           | Wim Kieft (PSV Eindhoven)                                                | 29   |
| 1988-1989 | 18   | PSV Eindhoven (11)       | 53           | Ajax Amsterdam      | 50           | FC Twente           | 40           | Romário (PSV Eindhoven)                                                  | 19   |
| 1989-1990 | 18   | Ajax Amsterdam (23)      | 49           | PSV Eindhoven       | 48           | FC Twente           | 42           | Romário (PSV Eindhoven)                                                  | 23   |
| 1990-1991 | 18   | PSV Eindhoven (12)       | 53           | Ajax Amsterdam      | 53           | FC Groningue        | 46           | Romário (PSV Eindhoven) Dennis Bergkamp (Ajax Amsterdam)                 | 25   |
| 1991-1992 | 18   | PSV Eindhoven (13)       | 58           | Ajax Amsterdam      | 55           | Feyenoord Rotterdam | 49           | Dennis Bergkamp (Ajax Amsterdam)                                         | 22   |
| 1992-1993 | 18   | Feyenoord Rotterdam (13) | 53           | PSV Eindhoven       | 51           | Ajax Amsterdam      | 49           | Dennis Bergkamp (Ajax Amsterdam)                                         | 26   |
| 1993-1994 | 18   | Ajax Amsterdam (24)      | 54           | Feyenoord Rotterdam | 51           | PSV Eindhoven       | 44           | Jari Litmanen (Ajax Amsterdam)                                           | 26   |
| 1994-1995 | 18   | Ajax Amsterdam (25)      | 61           | Roda JC Kerkrade    | 54           | PSV Eindhoven       | 47           | Ronaldo (PSV Eindhoven)                                                  | 30   |
| 1995-1996 | 18   | Ajax Amsterdam (26)      | 83           | PSV Eindhoven       | 77           | Feyenoord Rotterdam | 63           | Luc Nilis (PSV Eindhoven)                                                | 21   |
| 1996-1997 | 18   | PSV Eindhoven (14)       | 77           | Feyenoord Rotterdam | 73           | FC Twente           | 65           | Luc Nilis (PSV Eindhoven)                                                | 21   |
| 1997-1998 | 18   | Ajax Amsterdam (27)      | 89           | PSV Eindhoven       | 72           | Vitesse Arnhem      | 70           | Níkos Machlás (Vitesse Arnhem)                                           | 34   |
| 1998-1999 | 18   | Feyenoord Rotterdam (14) | 80           | Willem II Tilburg   | 65           | PSV Eindhoven       | 61           | Ruud van Nistelrooy (PSV Eindhoven)                                      | 31   |
| 1999-2000 | 18   | PSV Eindhoven (15)       | 84           | SC Heerenveen       | 68           | Feyenoord Rotterdam | 64           | Ruud van Nistelrooy (PSV Eindhoven)                                      | 29   |
| 2000-2001 | 18   | PSV Eindhoven (16)       | 83           | Feyenoord Rotterdam | 66           | Ajax Amsterdam      | 61           | Mateja Kežman (PSV Eindhoven)                                            | 24   |
| 2001-2002 | 18   | Ajax Amsterdam (28)      | 73           | PSV Eindhoven       | 68           | Feyenoord Rotterdam | 64           | Pierre van Hooijdonk (Feyenoord Rotterdam)                               | 24   |
| 2002-2003 | 18   | PSV Eindhoven (17)       | 84           | Ajax Amsterdam      | 83           | Feyenoord Rotterdam | 80           | Mateja Kežman (PSV Eindhoven)                                            | 35   |
| 2003-2004 | 18   | Ajax Amsterdam (29)      | 80           | PSV Eindhoven       | 74           | Feyenoord Rotterdam | 68           | Mateja Kežman (PSV Eindhoven)                                            | 31   |
| 2004-2005 | 18   | PSV Eindhoven (18)       | 87           | Ajax Amsterdam      | 77           | AZ Alkmaar          | 64           | Dirk Kuyt (Feyenoord Rotterdam)                                          | 29   |
| 2005-2006 | 18   | PSV Eindhoven (19)       | 84           | AZ Alkmaar          | 74           | Feyenoord Rotterdam | 71           | Klaas-Jan Huntelaar (SC Heerenveen/Ajax Amsterdam)                       | 33   |
| 2006-2007 | 18   | PSV Eindhoven (20)       | 75           | Ajax Amsterdam      | 75           | AZ Alkmaar          | 72           | Afonso Alves (SC Heerenveen)                                             | 34   |
| 2007-2008 | 18   | PSV Eindhoven (21)       | 72           | Ajax Amsterdam      | 69           | NAC Breda           | 63           | Klaas-Jan Huntelaar (Ajax Amsterdam)                                     | 33   |
| 2008-2009 | 18   | AZ Alkmaar (2)           | 80           | FC Twente           | 69           | Ajax Amsterdam      | 68           | Mounir El Hamdaoui (AZ Alkmaar)                                          | 23   |
| 2009-2010 | 18   | FC Twente (1)            | 86           | Ajax Amsterdam      | 85           | PSV Eindhoven       | 78           | Luis Suárez (Ajax Amsterdam)                                             | 35   |
| 2010-2011 | 18   | Ajax Amsterdam (30)      | 73           | FC Twente           | 71           | PSV Eindhoven       | 69           | Björn Vleminckx (NEC Nimègue)                                            | 23   |
| 2011-2012 | 18   | Ajax Amsterdam (31)      | 76           | Feyenoord Rotterdam | 70           | PSV Eindhoven       | 69           | Bas Dost (SC Heerenveen)                                                 | 32   |
| 2012-2013 | 18   | Ajax Amsterdam (32)      | 76           | PSV Eindhoven       | 69           | Feyenoord Rotterdam | 69           | Wilfried Bony (Vitesse Arnhem)                                           | 31   |
| 2013-2014 | 18   | Ajax Amsterdam (33)      | 71           | Feyenoord Rotterdam | 67           | FC Twente           | 63           | Alfreð Finnbogason (SC Heerenveen)                                       | 29   |
| 2014-2015 | 18   | PSV Eindhoven (22)       | 88           | Ajax Amsterdam      | 71           | AZ Alkmaar          | 62           | Memphis Depay (PSV Eindhoven)                                            | 22   |
| 2015-2016 | 18   | PSV Eindhoven (23)       | 84           | Ajax Amsterdam      | 82           | Feyenoord Rotterdam | 63           | Vincent Janssen (AZ Alkmaar)                                             | 27   |
| 2016-2017 | 18   | Feyenoord Rotterdam (15) | 82           | Ajax Amsterdam      | 81           | PSV Eindhoven       | 76           | Nicolai Jørgensen (Feyenoord Rotterdam)                                  | 21   |
| 2017-2018 | 18   | PSV Eindhoven (24)       | 83           | Ajax Amsterdam      | 79           | AZ Alkmaar          | 71           | Alireza Jahanbakhsh (AZ Alkmaar)                                         | 21   |
| 2018-2019 | 18   | Ajax Amsterdam (34)      | 86           | PSV Eindhoven       | 83           | Feyenoord Rotterdam | 65           | Luuk de Jong (PSV Eindhoven) Dušan Tadić (Ajax Amsterdam)                | 28   |
| 2019-2020 | 18   | Non attribué             | Non attribué | Non attribué        | Non attribué | Non attribué        | Non attribué | Steven Berghuis (Feyenoord Rotterdam) Cyriel Dessers (Heracles Almelo)   | 15   |
| 2020-2021 | 18   | Ajax Amsterdam (35)      | 88           | PSV Eindhoven       | 72           | AZ Alkmaar          | 71           | Giórgos Giakoumákis (VVV Venlo)                                          | 26   |
| 2021-2022 | 18   | Ajax Amsterdam (36)      | 83           | PSV Eindhoven       | 81           | Feyenoord Rotterdam | 71           | Sébastien Haller (Ajax Amsterdam)                                        | 21   |
| 2022-2023 | 18   | Feyenoord Rotterdam (16) | 82           | PSV Eindhoven       | 75           | Ajax Amsterdam      | 69           | Anastásios Douvíkas (FC Utrecht) Xavi Simons (PSV Eindhoven)             | 19   |
| 2023-2024 | 18   | PSV Eindhoven (25)       | 91           | Feyenoord Rotterdam | 84           | FC Twente           | 69           | Luuk de Jong (PSV Eindhoven) Vangelis Pavlidis (AZ Alkmaar)              | 29   |
| 2024-2025 | 18   | PSV Eindhoven (26)       | 79           | Ajax Amsterdam      | 78           | Feyenoord Rotterdam | 68           | Sem Steijn (FC Twente)                                                   | 24   |

## Bilan
| Rang | Clubs                     | Titre(s) | Année(s) |
| ---- | ------------------------- | -------- | --- |
| 1    | Ajax Amsterdam            | 36       | 1918, 1919, 1931, 1932, 1934, 1937, 1939, 1947, 1957, 1960, 1966, 1967, 1968, 1970, 1972, 1973, 1977, 1979, 1980, 1982, 1983, 1985, 1990, 1994, 1995, 1996, 1998, 2002, 2004, 2011, 2012, 2013, 2014, 2019, 2021, 2022 |
| 2    | PSV Eindhoven             | 26       | 1929, 1935, 1951, 1963, 1975, 1976, 1978, 1986, 1987, 1988, 1989, 1991, 1992, 1997, 2000, 2001, 2003, 2005, 2006, 2007, 2008, 2015, 2016, 2018, 2024, 2025                                                             |
| 3    | Feyenoord Rotterdam       | 16       | 1924, 1928, 1936, 1938, 1940, 1961, 1962, 1965, 1969, 1971, 1974, 1984, 1993, 1999, 2017, 2023 |
| 4    | HVV La Haye               | 10       | 1891, 1896, 1900, 1901, 1902, 1903, 1905, 1907, 1910, 1914 |
| 5    | Sparta Rotterdam          | 6        | 1909, 1911, 1912, 1913, 1915, 1959 |
| 6    | RAP Amsterdam (nl)        | 5        | 1892, 1893, 1897, 1898, 1899 |
| 7    | Go Ahead Eagles           | 4        | 1917, 1922, 1930, 1933 |
| 8    | Koninklijke HFC           | 3        | 1890, 1893, 1895 |
| 8    | HBS La Haye               | 3        | 1904, 1906, 1925 |
| 8    | Willem II Tilburg         | 3        | 1916, 1952, 1955 |
| 11   | Heracles Almelo           | 2        | 1927, 1941 |
| 11   | ADO La Haye               | 2        | 1942, 1943 |
| 11   | Racing Club Heemstede     | 2        | 1923, 1953 |
| 11   | AZ Alkmaar                | 2        | 1981, 2009 |
| 15   | Concordia Rotterdam       | 1        | 1889 |
| 15   | Quick La Haye (nl)        | 1        | 1908 |
| 15   | Be Quick Groningue (nl)   | 1        | 1920 |
| 15   | NAC Breda                 | 1        | 1921 |
| 15   | SC Enschede               | 1        | 1926 |
| 15   | De Volewijckers Amsterdam | 1        | 1944 |
| 15   | HFC Haarlem               | 1        | 1946 |
| 15   | BVV Den Bosch (nl)        | 1        | 1948 |
| 15   | SVV Schiedam              | 1        | 1949 |
| 15   | Limburgia Brunssum (nl)   | 1        | 1950 |
| 15   | FC Eindhoven              | 1        | 1954 |
| 15   | Rapid JC                  | 1        | 1956 |
| 15   | DOS Utrecht               | 1        | 1958 |
| 15   | DWS Amsterdam             | 1        | 1964 |
| 15   | FC Twente                 | 1        | 2010 |

 Une étoile pour 10 titres 

### Affluence moyenne
Depuis le début de l'Eredivise, trois clubs se démarquent avec une affluence moyenne beaucoup plus élevée que les autres, il s'agit de l'Ajax Amsterdam, du PSV Eindhoven et du Feyenoord Rotterdam. Certains clubs comme le SC Heerenveen, le FC Twente et le FC Groningen ont également un assez grand nombre de fans. La fréquentation moyenne du championnat en saison régulière est d'un peu plus que 7 000 en 1990, mais ce chiffre a fortement augmenté au cours des ans grâce à l'ouverture de nouveaux stades et à l'expansion des existants à l'échelle nationale. La fréquentation moyenne pour la saison 2008-2009 a été 19 827 pour le championnat, avec l'Ajax en tête avec 49 014 spectateurs par match et le FC Volendam en lanterne rouge avec 5 460 spectateurs par match.

## Compétitions européennes

### Classement du championnat
Le tableau ci-dessous récapitule le classement des Pays-Bas au coefficient UEFA depuis 1960. Ce coefficient par nation est utilisé pour attribuer à chaque pays un nombre de places pour les compétitions européennes (Ligue des champions et Ligue Europa) ainsi que les tours auxquels les clubs doivent entrer dans la compétition.
| 1960 | 1961 | 1962 | 1963 | 1964 | 1965 | 1966 | 1967 | 1968 | 1969 | 1970 | 1971 | 1972 | 1973 | 1974 | 1975 | 1976 | 1977 | 1978 | 1979 | 1980 | 1981 | 1982 | 1983 | 1984 | 1985 | 1986 | 1987 | 1988 | 1989 | 1990 | 1991 | 1992 |
| ---- | ---- | ---- | ---- | ---- | ---- | ---- | ---- | ---- | ---- | ---- | ---- | ---- | ---- | ---- | ---- | ---- | ---- | ---- | ---- | ---- | ---- | ---- | ---- | ---- | ---- | ---- | ---- | ---- | ---- | ---- | ---- | ---- |
| 12   | 12   | 16   | 16   | 13   | 13   | 12   | 12   | 17   | 14   | 12   | 6    | 4    | 2    | 2    | 3    | 2    | 3    | 2    | 2    | 5    | 4    | 3    | 10   | 12   | 14   | 19   | 15   | 8    | 6    | 8    | 7    | 6    |
| 1993 | 1994 | 1995 | 1996 | 1997 | 1998 | 1999 | 2000 | 2001 | 2002 | 2003 | 2004 | 2005 | 2006 | 2007 | 2008 | 2009 | 2010 | 2011 | 2012 | 2013 | 2014 | 2015 | 2016 | 2017 | 2018 | 2019 | 2020 | 2021 | 2022 | 2023 | 2024 | 2025 |
| 8    | 9    | 9    | 5    | 5    | 5    | 5    | 6    | 6    | 7    | 8    | 8    | 7    | 7    | 8    | 9    | 8    | 10   | 9    | 8    | 9    | 8    | 9    | 10   | 13   | 14   | 11   | 10   | 7    | 7    | 6    | 6    | 6    |

- Premier
- Deuxième
- Troisième

Le tableau suivant affiche le coefficient actuel du championnat néerlandais.
| Rang | Pays      | 2020-2021 | 2021-2022 | 2022-2023 | 2023-2024 | 2024-2025 | Coefficient |
| ---- | --------- | --------- | --------- | --------- | --------- | --------- | ----------- |
| 4    | Allemagne | 15,214    | 16,214    | 17,125    | 19,357    | 18,421    | 86,331      |
| 5    | France    | 7,916     | 18,416    | 12,583    | 16,250    | 17,928    | 73,093      |
| 6    | Pays-Bas  | 9,200     | 19,200    | 13,500    | 10,000    | 15,250    | 67,150      |
| 7    | Portugal  | 9,600     | 12,916    | 12,500    | 11,000    | 16,250    | 62,266      |
| 8    | Belgique  | 6,000     | 6,600     | 14,200    | 14,400    | 15,650    | 56,850      |

### Coefficient UEFA des clubs
| Rang | Club                | 2020-2021 | 2021-2022 | 2022-2023 | 2023-2024 | 2024-2025 | Coefficient |
| ---- | ------------------- | --------- | --------- | --------- | --------- | --------- | ----------- |
| 26   | Feyenoord Rotterdam | 4,000     | 24,000    | 17,000    | 8,000     | 18,000    | 71,000      |
| 28   | PSV Eindhoven       | 10,000    | 10,000    | 11,000    | 17,000    | 21,250    | 69,250      |
| 30   | Ajax Amsterdam      | 19,000    | 22,000    | 8,000     | 5,000     | 13,250    | 67,250      |
| 39   | AZ Alkmaar          | 6,000     | 13,000    | 19,000    | 4,000     | 12,500    | 54,500      |
| 122  | FC Twente           | -         | -         | 2,500     | 2,500     | 8,500     | 13,500      |